# Стратиевский, Адам Соломонович
Адам Соломонович Стратиевский (10 февраля 1938, Одесса — 28 февраля 2013) — российский композитор и музыкальный педагог.
Окончил музыкальную школу-десятилетку имени Столярского (1955) по классу альта и теоретико-композиторский факультет Ленинградской консерватории (1960, класс Ю. А. Балкашина). Некоторое время учился в аспирантуре у М. С. Друскина. В 1961—1963 гг. служил в армии, сотрудничая с Ансамблем песни и пляски Ленинградского военного округа.
В 1965—1979 гг. преподавал теорию музыки, гармонию и другие дисциплины в Музыкальном училище при Ленинградской консерватории; среди его учеников, в частности, Борис Иоффе. Затем работал в различных ленинградских музыкальных учебных заведениях. С 1988 г. жил в Израиле, до 2003 г. преподавал теоретические дисциплины в Тель-Авивской академии музыки.
Основные композиции Стратиевского относятся к области музыки для детей. В 1960—1972 гг. он сотрудничал с Ленинградским театром юного зрителя, написав музыку к восьми спектаклям (режиссёры Павел Вейсбрём, Зиновий Корогодский, Семён Димант). Особое внимание критики привлёк балет «Муха-цокотуха» (1970), вошедший в состав трилогии «Наш Чуковский» (вместе с оперой Якова Вайсбурда «Краденое солнце» и опереттой Владлена Чистякова «Тараканище»).
В 1980—1990-е гг. занимался транскрипциями произведений Франца Шуберта, опубликовал несколько переложений для фортепиано в четыре руки, а также собственное завершение Неоконченной симфонии.
На протяжении всей жизни работал над монографией о струнных квартетах композитора Юрия Фалика, с которым был дружен с юных лет; монография опубликована посмертно в составе мемориального сборника. Спорадически выступал с другими музыковедческими публикациями — в частности, опубликовал «обстоятельную и яркую» статью о кантате Сергея Слонимского «Голос из хора».
В мемуарах многочисленных учеников Стратиевского в подробностях воссоздаётся привлекательный образ талантливого педагога.